# Jacques Loeckx
Jacques Loeckx (né le 2 novembre 1931 à Bruxelles et mort le 4 janvier 2020 à Cologne) est un informaticien théoricien belge, professeur à l'université de la Sarre,.

## Carrière
Jacques Loeckx étudie l'ingénierie à l'université libre de Bruxelles et obtient son doctorat à l'université catholique de Louvain sous la direction de  Vitold Belevitch et Jean Meinguet avec une thèse intitulée « Mechanical Construction of Bounded-Context Parsers for Chomsky 0-Type Languages ». Il travaille d'abord chez Philips, tout en étant également chargé de cours à l'Université de technologie d'Eindhoven. Il devient ensuite professeur à l'Université de Twente,. En 1972, il est nommé à une chaire d'informatique à l'Université de la Sarre qu'il occupe jusqu'à son éméritat. 

## Travaux
Loeckx a travaillé sur la sémantique des langages de programmation  et la vérification de programmes,,. Entre 1980 et 1990, il a organisé, avec Klaus Indermark, de l'RWTH Aachen) un atelier sur la sémantique des langages de programmation à Bad Honnef. Entre 2009 et 2011, il a coopéré à un projet de recherche sur l'histoire de l'informatique en Belgique,. Il est admis à l'éméritat en 1997.

## Publications
- 1976 : (de) Jacques Loeckx, Algorithmentheorie, Berlin-Heidelberg-New York, Springer-Verlag, coll. « Hochschultext », 1976, xiv+223 (zbMATH 0355.68031).
- 1986 : (de) Jacques Loeckx, Kurt Mehlhorn et Reinhard Wilhelm, Grundlagen der Programmiersprachen, Stuttgart, B. G. Teubner, coll. « Leitfäden und Monographien der Informatik », 1986, 448 p. (zbMATH 0599.68004).
- 1987 : Jacques Loeckx, Kurt Sieber et Ryan D. Stansifer (coll.), The foundations of program verification, Stuttgart et Chichester, B. G. Teubner et Wiley, 1987, 2e éd. (1re éd. 1984), ix + 230 (zbMATH 0625.68017).
- 1996 : Jacques Loeckx, Hans-Dieter Ehrich et Markus Wolf, Specification of abstract data types, Stuttgart et Chichester, B. G. Teubner et Wiley, 1996, xi + 260 (zbMATH 0868.68077).